# 福山俊朗
福山 俊朗（ふくやま しゅんろう、1970年1月2日）は、日本の俳優。福山 俊郎、福山 しゅんろうの芸名でも活動している。立憲民主党所属の福山哲郎参議院議員は兄である。 

## 来歴・人物
京都府在住の俳優。落語家、歌のお兄さん、司会、オーケストラMC、ネットラジオDJなどとして活動している。
神戸大学在学中に東映俳優養成所で演劇を学び劇団そとばこまちに入団する。劇団そとばこまちでの15年間の活動を経て映画、舞台など100を超える作品に出演している。
2008年から2014年にかけてはマジックラジオ代表として東日本大震災チャリティーイベントを京都や石巻などで行っている。
政治家の福山哲郎は兄である。
『民主党時局講演会テツローが翔ぶ！3』では司会を務めた。

## 主な出演作品

### 映画
- コントロール・オブ・バイオレンス（2015年、キングレコード）[2][6]
- 幼なじみ（2011年）[13]
- 大阪外道（2012年、監督石原貴洋）

### テレビ・ドラマ
- 浪花の華〜緒方洪庵事件帳〜（2009年、NHK土曜時代劇）[10]。

### 舞台
- ゆきむら - 真田幸村役（2014年、劇団そとばこまち）[14][4]
- Moonlight Club（2014年、は・ひ・ふのか、作・演出桂正樹子）[15]。
- 10人写楽（2010年、劇創ト社deネクタルグン、作・演出城田邦生）[8]
- やわらかな君の髪をなでる（2004年、ペテカン、脚本演出本田誠人）[3]